# École française d'Extrême-Orient
« EFEO » redirige ici. Pour le système de romanisation du chinois, voir Romanisation de l'EFEO.
L'École française d'Extrême-Orient (EFEO) est un établissement public à caractère scientifique, culturel et professionnel français spécialisé dans l'étude des civilisations de l'Asie. Il a été fondé en 1898 par Paul Doumer. L'École française d'Extrême-Orient fait partie du Réseau des écoles françaises à l'étranger.

## Historique

Vue de l'ancien musée Louis-Finot créé par l'école d'Extrême-Orient à Hanoï, aujourd'hui musée national d'histoire vietnamienne.

Créée le 15 décembre 1898 à Saïgon en Indochine française par Paul Doumer sous le nom de « Mission archéologique permanente en Indo-Chine », l'École prend sa dénomination actuelle en vertu d'un décret présidentiel du 20 janvier 1900,. Un arrêté fixe ses missions et ses statuts. Devenu président de la République en 1931, Paul Doumer accorde à l'École le statut d'établissement civil avec personnalité civile.
Elle est un établissement relevant du ministère français de l’Enseignement supérieur et de la Recherche dont la vocation scientifique est l’étude des civilisations classiques de l’Asie, et la formation des chercheurs. Son champ de recherches s’étend de l’Inde à la Chine et au Japon et, englobant l’ensemble du Sud-Est asiatique, comprend la plupart des sociétés qui furent indianisées ou sinisées au cours de l’histoire.
Historiquement liée à l'archéologie, à l'histoire et aux langues de l'Asie, ses champs de recherche s'ouvrent par la suite à l'ethnologie.

## Centres
Le réseau de 18 implantations de l’EFEO embrasse 12 pays, de l’Inde au Japon. Les enseignants-chercheurs y jouissent de conditions de travail exceptionnelles : accès direct aux ressources locales, collaboration suivie avec des spécialistes partenaires, réseau facilitant l’exploration de thèmes transversaux – tels la diffusion et l’adaptation du bouddhisme à l’ensemble du continent asiatique, les réseaux marchands, etc. Il permet d’entretenir durablement des coopérations locales et des échanges internationaux entre scientifiques orientalistes.
- Siège : « Maison de l’Asie », no 22, avenue du Président-Wilson, 16e arrondissements de Paris (France) ;
- Pondichéry et Pune (Inde) ;
- Rangoun (Birmanie) ;
- Chiang Mai[5] et Bangkok (Thaïlande) ;
- Kuala Lumpur (Malaisie) ;
- Jakarta (Indonésie) ;
- Phnom Penh et Siem Reap (Cambodge) ;
- Vientiane (Laos) ;
- Hanoï et Hô Chi Minh-Ville (Viêt Nam) ;
- Hong Kong et Pékin (Chine) ;
- Taipei (Taïwan) ;
- Séoul (Corée du Sud) ;
- Kyoto et Tokyo (Japon).

## Thèmes de recherches principaux
Si chacun des centres est généralement affecté à un champ de recherche lié à sa localisation, les équipes de recherche travaillent sur des thèmes plus larges et les projets peuvent mettre en relation plusieurs centres travaillant sur un objectif commun.
Les équipes de recherche sont regroupées selon les thèmes suivants :
- Indologie ;
- Bouddhisme ;
- Histoire et anthropologie du monde chinois ;
- Asie du Sud-Est : échanges, religion, État ;
- Histoire et anthropologie japonaise ;
- État et société en Péninsule indochinoise : le Viêt Nam et ses voisins dans son évolution historique ;
- Archéologie du monde khmer ;
- Archéologie et histoire de l'art de la Corée.

## Directeurs
- 1898 : Louis Finot
- 1905 : Alfred Foucher
- 1908 : Claude Eugène Maitre
- 1920 : Louis Finot
- 1926 : Léonard Aurousseau
- 1929 : George Cœdès
- 1947 : Paul Lévy
- 1950 : Louis Malleret
- 1956 : Jean Filliozat
- 1977 : François Gros
- 1989 : Léon Vandermeersch
- 1993 : Denys Lombard
- 1998 : Jean-Pierre Drège
- 2004 : Franciscus Verellen
- 2014 : Yves Goudineau
- 2018 : Christophe Marquet
- 2022 : Nicolas Fiévé

## Conservateurs d'Angkor
- 1908 : Jean Commaille
- 1916 : Henri Marchal
- 1935 : Georges Trouve
- 1935 : Henri Marchal
- 1937 : Maurice Glaize
- 1946 : Henri Marchal
- 1960 : Bernard-Philippe Groslier
- 1991 : Jacques Dumarçay
- 2002 : Pascal Royère